# ザ・サークル (アメリカのバンド)
ザ・サークル（The Cyrkle）は、1960年代前半から中期にかけて活躍したアメリカのロック・バンド。このグループは、「Red Rubber Ball」と「Turn-Down Day」の2つのトップ40ヒットを記録した。

## 概要
バンドは、ギタリストでリード シンガーのドン・ダンネマンとトム・ドーズ（ベース・ギターも演奏）とジム・マイエラ（オリジナル・ドラマー）によって結成された。ダンネマンは1966年に米国沿岸警備隊に入隊した。他のメンバーは、キーボードのアール・ピケンズとドラムのマーティ・フライドであった。彼らはもともとザ・ロンデルズと呼ばれる「フラット・ロック」バンドであったが、後に「ビートルズ」のマネージャーとして最もよく知られている「ブライアン・エプスタイン」によって発見され、マネージメントされた。エプスタインは、1965年のレイバー・デーに、彼のビジネス・パートナーであるニューヨークの弁護士ネイサン・ワイスがニュージャージー州アトランティック・シティでバンドの話を聞いたときにバンドのことを知った。エプスタインは彼らのマネージャーになり、イーストンのダウンタウンにあるセンター・スクエアとして知られる円形のラウンドアバウトに因んで、彼らの名前を変更した。ジョン・レノンは彼らの新しい名前のユニークなスペルを提供した。楽曲に関してははジョン・サイモンによってプロデュースされた。
1966年の夏、彼らはビートルズの米国ツアー中に14の日程で随行した。 8月28日、彼らはドジャー スタジアムでビートルズの前にオープニング・アクトを務めた。他に出演したアーティストはボビー・ヘブ、ロネッツ、ザ・リメインズ。ビートルズとツアーをする前に、ザ・サークルはニューヨーク市のダウンタウン・ディスコで結成式を行った。彼らはまた、1966年8月29日にキャンドルスティック・パークで開催されたビートルズの最後のコンサートにも出演していた。
ザ・サークルは、1966 年の曲「Red Rubber Ball」で最もよく知られている。Billboard Hot 100チャートで2位、ミリオンを売り上げ、ゴールドディスクを受賞した。サイモン&ガーファンクルのポール・サイモンとシーカーズのブルース・ウッドリーが共作し、コロムビア・レコードからのリリースであった。 1966年後半、バンドはもう1つのトップ20ヒット曲「Turn-Down Day」(No. 16) を出した。デビュー アルバム『Red Rubber Ball』のリリース後、1966 年後半にセカンド アルバム『Neon』を、1967年にB級ポルノ映画のサウンドトラック『The Minx』を録音した (1970年までリリースされなかった)。その後、さまざまなシングルをリリースし、1968年半ばに解散した。
ザ・サークルが解散した後、ドーズとダンネマンの両方がプロのジングルライターになった。 ドーズはアルカ-セッツァーのために有名な "plop plop fizz fizz" ジングルを書いた。ダンネマンはContinental AirlinesとSwanson Foodsのためにジングルを書いた。彼はオリジナルの7Up "Uncola" の曲を書いた。ドーズは、バンド「フォガット」のRock & Roll (1973)とEnergized (1974)の2枚のアルバムをプロデュースし、後者の曲「Wild Cherry」を共作した。マーティ・フリードは音楽業界を離れて法科大学院に進み、1972にデトロイトのウェイン州立大学を卒業した。彼は郊外のデトロイトで破産弁護士として働いていた。 アーリー・ピケンズは、フロリダ州ゲインズビルで外科医 (引退) になった。

## 再結成
2014年の春、ザ・サークルのキーボード奏者であるマイク・ルーズカンプは、オハイオ州コロンバスを拠点とする「The Gas Pump Jockeys」というバンドに参加した。
バンド・メンバーのパット・マクローリン (ギタリスト/ボーカリスト)、スコット・ラングレー (ドラマー)、ドン・ホワイト (リード ギタリスト)、そして最初はベーシストのリック・ブラウン (2015 年に死亡)、後にマイク "ロスコー" ルースカルプ (2019 年に死亡) に加わり、バンドはすぐにメジャー契約した。 ザ・サークルの2つの最大のヒット曲、「Red Rubber Ball」と「Turn Down Day」が、リード ボーカルにルーズカンプをフィーチャーしたショーに登場した。歌は、「The Gas Pump Jockeys」が行った各ショーのハイライトになった。
群衆の反応と聴衆の増加に支えられたマクローリンは、元のサークルの生き残ったメンバーと合併して、50周年記念の再会ツアーの可能性を追求することを選択した。このミッションは、予想以上に困難なものであることが判明した。 1968年にザ・サークルが解散して以来、ルーズカンプはバンドメイトと連絡を取り合っていなかった（前年のブライアン・エプスタインの死後）。オリジナルのラインナップは、ロック・ミュージシャンを引退し、アメリカ各地に住み、ビジネスのキャリアを確立していた。彼らはバンドとして2回（ロスカンプなし）、1回目は1981年（「ハンズ・アクロス・アメリカ」イベントのサポート）、2回目は1988年にペンシルベニア州イーストンでの大学の同窓会で演奏した。彼らはお互いに非常に友好的な関係を維持していたが、その後50年間ほとんど連絡を取らなかった。
再会について話し合うために元のメンバーを見つけることは、マクローリンにとって挑戦であった。彼は最終的に、ミシガン州の下部半島に住んでいる、現在は弁護士である元ドラマーのマーティ・フリードを見つけた。彼はまた、北フロリダで外科医としての地位を確立したキーボーディストのアール・ピケンズを見つけた。どちらの場合も、彼らの非常に貴重なキャリアは、再結成されたザ・サークルに参加する意義を見出せなかった。 オリジナルのベーシスト、トム・ドーズ (ジングル・ライターとして非常に優れたキャリアを持っていた) は2007年に亡くなっていた。そこでマクローリンは、バンドのオリジナル・シンガーでリード・ギタリストのドン・ダンネマンを見つけることに照準を合わせた。
ダンネマンは、1970年代初頭にニューヨーク市で彼自身の広告ジングル会社 (Mega-Music) を設立した。2008年、彼は事業を引退し、ニューヨーク市から離れ、余生を楽しんでいた。彼は時々デュエットで演奏したが、あくまでもアマチュアで、彼の音楽的キャリアは休眠状態だった。何ヶ月にもわたる試みの失敗の後、マクローリンは2016年の夏の後半についに彼を見つけた。彼はルーズカンプとの通話を仲介し、その結果、50年ぶりに2人のバンド仲間との会話が行われた。ルーズカンプはサークルの再結成を試みる使命を説明し、ダンネマンはプロジェクトへの関心を表明した。
マクローリンがすべてのメンバーにビジネス・モデルを説明した2回の電話会議の後、ダンネマンは、オハイオ州コロンバスに旅行してルーズカンプと再会し、セントラル・オハイオ・バンドの他のメンバーと会うことに同意した。彼とバンドは、音楽的にも個人的なレベルでも、すぐに絆を深めた。彼は、Gas Pump Jockeysの他のメンバーに加わって、彼自身とルーズカンプをフィーチャーした新しいバージョンのザ・サークルを形成することに同意した。
ザ・サークルは、2016 年11月に、プロモーション ビデオの撮影とライブ アルバム (Full Cyrkle ) のレコーディングのために、ライブの聴衆の前で初めてパフォーマンスを行った。彼らは、3か月後の2017年2月にオハイオ州コロンバスで、50年ぶりにプロとして演奏した。2017年10月13日ザ・サークルはニュージャージー州レイクウッドを皮切りに全国ツアーを開始し、通常は1960年代の音楽時代の他のクラシック・ロックの同時代人と一緒に出演した。 2022年現在、彼らは全米でパフォーマンスを続けている。
2016年からの再編成されたラインナップは、元のメンバーであるドン・ダンネマンとマイケル・ルーズカンプをフィーチャーし、パット・マクローリン、ドン・ホワイト、スコット・ラングレー、マイク "ロスコー" ルーズカルプ (2019年死去)、そして後にマイク・ショーフ (2019-2021) が加わった。 The Ohio Express の創設メンバーであるディーン・カストランは、2021年6 月にバンドに参加した。
マーティ・フリードは、2021年9月1日に77歳で膵臓癌で亡くなった。彼は破産弁護士として、デトロイト郊外のミシガン州サウスフィールドで開業していたが、引退していた。

## ディスコグラフィー

### シングル
| 年   | タイトル (A面, B面)                                                                                               | レコード会社                  | チャート最高位 | チャート最高位 | チャート最高位 | 収録アルバム     |
| 年   | タイトル (A面, B面)                                                                                               | レコード会社                  | US Billboard   | US Cashbox     | Canada RPM     | 収録アルバム     |
| ---- | --- | ----------------------------- | -------------- | -------------- | -------------- | ---------------- |
| 1966 | "Red Rubber Ball" b/w "How Can I Leave Her"                                                                       | Columbia 43589                | 2              | 3              | 1              | Red Rubber Ball  |
| 1966 | "Turn-Down Day" b/w "Big Little Woman"                                                                            | Columbia 43729                | 16             | 18             | 16             | Red Rubber Ball  |
| 1966 | "Please Don't Ever Leave Me" b/w "Money to Burn" (from Red Rubber Ball)                                           | Columbia 43871                | 59             | 50             | 31             | Neon             |
| 1967 | "I Wish You Could Be Here" b/w "The Visit (She Was Here)"                                                         | Columbia 43965                | 70             | 57             | 46             | Neon             |
| 1967 | "Camaro" b/w "SS 396" (by Paul Revere & The Raiders) Promotional single created exclusively for Chevrolet dealers | Columbia Special Products 466 | -              | -              | -              | Non-album tracks |
| 1967 | "We Had a Good Thing Goin'" b/w "Two Rooms" (from Neon)                                                           | Columbia 44018                | 72             | 65             | 69             | Non-album tracks |
| 1967 | "Penny Arcade" b/w "The Words"                                                                                    | Columbia 44224                | 95             | 61             | 53             | Non-album tracks |
| 1967 | "Turn of the Century" b/w "Don't Cry, No Fears, No Tears Comin'" (from Neon)                                      | Columbia 44366                | 112            | -              | -              | Non-album tracks |
| 1968 | "Reading Her Paper" b/w "Friends"                                                                                 | Columbia 44426                | -              | -              | -              | Non-album tracks |
| 1968 | "Red Chair Fade Away" b/w "Where Are You Going"                                                                   | Columbia 44491                | -              | -              | -              | Non-album tracks |

### アルバム
| 年   | タイトル                       | ビルボード 200 | Cashbox | レコード・レーベル      |
| ---- | ------------------------------ | -------------- | ------- | ----------------------- |
| 1966 | Red Rubber Ball                | 47             | 47      | Columbia Records        |
| 1967 | Neon                           | 164            | 81      | Columbia Records        |
| 1970 | The Minx (soundtrack)          | –              | –       | Flying Dutchman Records |
| 1991 | Red Rubber Ball (A Collection) | –              | –       | Columbia/Legacy Records |
| 2017 | Full Cyrkle (live)             | –              | –       | Independent release     |
| 2024 | Revival                        | –              | –       | Big Stir Records        |

## メンバー
- トム・ドーズ – (1944年7月25日、ニューヨーク州オールバニ生まれ – 2007年10月13日、ニューヨークにて死去) – リード ボーカル、リード ギター、ベース
- ドン・ダンネマン – (1944年5月9日、ニューヨーク州ニューヨーク、ブルックリン生まれ) – リード・ボーカル、リズム・ギター
- マーティ・フリード - (マーティン・フリード、1944年生まれ、ニュージャージー州ウェイサイド、 2021年9月1日、ミシガン州サウスフィールドにて死去) [8]ドラム、ボーカル
- アーリー・ピッケンズ – キーボード (ファースト アルバム) – (1969年から現在まで、フロリダ州ゲインズビルの一般外科医 ※引退)
- マイケル・ルーズカンプ – (Robert Michael Losekamp、1946年9月8日、オハイオ州デイトン)生まれ、キーボード、ボーカル (2枚目と3枚目のアルバム)。 (AT&T の元エンジニア)
- パット・マクローリン – (1952年6月23日、オハイオ州コロンバス)生まれ) – ボーカル、リズムギター、パーカッション
- ドン・ホワイト – (1953年4月30日生まれ、オハイオ州コロンバス生まれ) – リードギター、ボーカル
- スコット・ラングレー - (ジェームズ・スコット・ラングレー、1965年7月9日、オハイオ州ウェストジェファーソン生まれ) - ドラム、ボーカル
- マイク・ショーフ – (1951年6月29日、オハイオ州コロンバス生まれ) – ベースギター、ボーカル
- マイク "ロスコー" ルーズカルプ – (1949 年5月30日、オハイオ州ライマ生まれ) – 2019年5月16日、オハイオ州ティップ・シティにて死去) – ベースギター、ボーカル
- ディーン・カストラン - (1948年10月22日、オハイオ州マンスフィールド生まれ) - ベースギター、ボーカル